# Josepa Ferranda de Borbó
Maria Josepa Ferranda Lluïsa de Borbó (Aranjuez, 25 de maig de 1827 - Neuilly-sur-Seine, 10 de juny de 1910) va ser una infanta d'Espanya, cosina i cunyada de la reina Isabel II, coneguda per haver contret matrimoni morganàtic el 1848.

## Biografia
Va néixer al Palau Reial d'Aranjuez el 25 de maig de 1827, i batejada el migdia de l'endemà essent-ne padrí el rei Ferran VII. Era filla de Francesc de Paula de Borbó i Lluïsa Carlota de Borbó-Dues Sicílies. Des del seu naixement va ser infanta d'Espanya. Va ser cosina de la reina Isabel II i, alhora, era germana del rei consort, Francesc d'Assís de Borbó.
Durant la seva joventut i fins al seu casament va viure a la cort de la seva cunyada. Durant aquest període va conrear la pintura. A l'exposició celebrada el 1846 pel liceu artístic i literari de Madrid va presentar diversos gerros de flors realitzats amb la tècnica de l'aiguada. Maria Josepa va ser una dona culta, relacionada amb els cercles intel·lectuals romàntics, especialment a partir del seu matrimoni i ja instal·lada a Valladolid, i és considerada una feminista avançada de la seva època.
Es va casar a Valladolid el 28 de juny de 1848 amb José Güell Renté, natural de l'Havana. La parella va tenir tres fills, dos dels quals van ostentar títols nobiliaris: Raimundo, marquès de Valdecarlos, Fernando, marquès de Güell, i Francisco. El matrimoni, de caràcter morganàtic, es va celebrar sense el permís reial que era preceptiu, raó per la qual Ramon Maria Narváez, que s'havia oposat al matrimoni, a través dela reina Isabel II, va retirar-li el títol d'infanta de manera immediata. La parella va ser desterrada la cort i es va instal·lar a França, des d'on el seu marit conspirà a favor de Leopoldo O'Donnell i Espartero i el 1854 va contribuir al pronunciament de Vicálvaro.
El 1853 va reclamar a la reina la devolució dels títols i honors, emparant-se en el dret dels ciutadans de la Constitució de 1845. Així, la infanta va ser perdonada i rehabilitada en els seus títols i honors el 4 de febrer de 1855. Després del cop d'Estat d'Odonell i de l'empresonament del seu marit, el 1856 tots dos van retirar-se a França, on va romandre fins a la seva mort a Neuilly-sur-Seine el 10 de juny de 1910.

## Distincions honorífiques
- Dama de l'Orde de les Dames Nobles de la Reina Maria Lluïsa (29 de maig de 1827).[6]